# Capilla de Santa Catalina (Portonovo)
La Capilla de Santa Catalina es un templo católico del siglo xvii ubicado en Portonovo, Pontevedra (Galicia, España).

## Historia
El santuario, levantado en honor a San Roque, pasó a ser dedicado a Santa Catalina de Alejandría a raíz de una tradición la cual sostiene que unos marineros encontraron una imagen de la santa procedente de un naufragio mientras se hallaban trabajando en la costa. Tras conducirla a tierra y depositarla en la capilla, empezó a surgir al poco tiempo una gran devoción por Santa Catalina, quien pasó a ostentar la titularidad del templo así como a convertirse en patrona (junto con San Roque) de la villa de Portonovo, motivo por el que a diferencia de otros pueblos marineros este no se halla bajo el patronazgo de la Virgen del Carmen.

## Descripción

### Exterior
El exterior de la capilla, de estilo marinero, destaca por la práctica ausencia de ornamentos tanto en los muros laterales como en la pared frontal, en la que lo más llamativo es la pequeña espadaña de un solo vano, claro añadido posterior. Esta cuenta con frontón triangular coronado por dos pináculos al igual que la fachada y rematado en cruz, hallándose la sacristía, de planta rectangular, adosada a la parte trasera del templo, el cual posee techo a dos aguas y teja romana.

### Interior

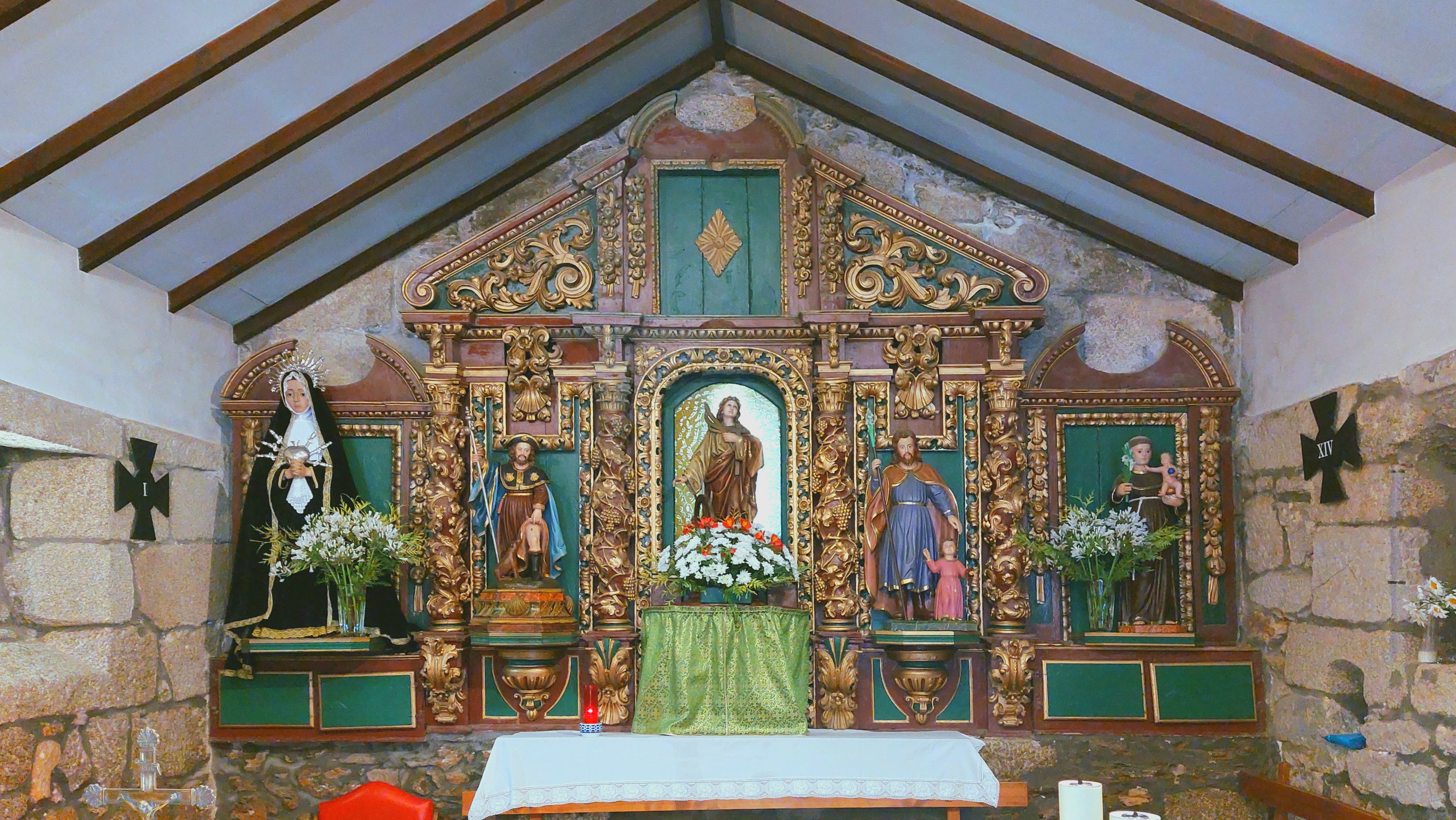
Capilla mayor

Respecto al interior, este es de una única nave con planta rectangular y cubierta con vigas a la vista, destacando el bajo techo de la entrada, sobre el cual se halla la tribuna, a la que se accede mediante una escalera situada a la derecha. La capilla mayor, también de planta rectangular, se encuentra emplazada tras un sencillo arco de medio punto y posee un retablo barroco con policromía principalmente granate, mostrando tonalidades verdes para las tablas y los frisos y doradas para los relieves ornamentales. La estructura se compone de un cuerpo con cinco calles, destacando cuatro pilares salomónicos decorados con racimos de uvas y un ático triangular con aletones decorados con rocalla y coronado por una forma arquitectónicamente similar a un frontón partido curvo, detalle que se repite en las calles de los extremos. El retablo está presidido por una talla de Santa Catalina (acompañada de sus atributos: la cruz, la rueda y la palma) la cual se elaboró para reemplazar a la original hallada en la costa. A izquierda y derecha se ubican imágenes de San Roque y San José respectivamente, mientras que en los extremos destacan a la derecha una talla de San Antonio de Padua y a la izquierda una imagen de vestir de mayor tamaño de Nuestra Señora de los Dolores, todas ellas situadas frente a superficies planas y siendo la talla de Santa Catalina la única que cuenta con una hornacina, cuyo fondo está compuesto por un vidrio texturizado en vez de por una tabla de madera o un cristal liso, como suele ser habitual.
En lo relativo a los muros de la nave, en el muro del evangelio, junto a una pila bautismal labrada en piedra, se encuentra una talla articulada de Cristo crucificado, mientras que en el muro de la epístola, frente a la imagen de Cristo y en una hornacina pétrea con forma de arco de medio punto, se hallan las imágenes de San Roque (de mayor tamaño que la del retablo), la Virgen del Carmen (imagen de vestir) y Santa Lucía de Siracusa, destacando otras dos tallas cerca de la entrada: una imagen de vestir de la Virgen del Rosario situada en una repisa ubicada sobre una puerta en el muro del evangelio y, frente a ella, en el muro de la epístola, una estatua de escaso valor artístico del Sagrado Corazón de Jesús.

### Entorno

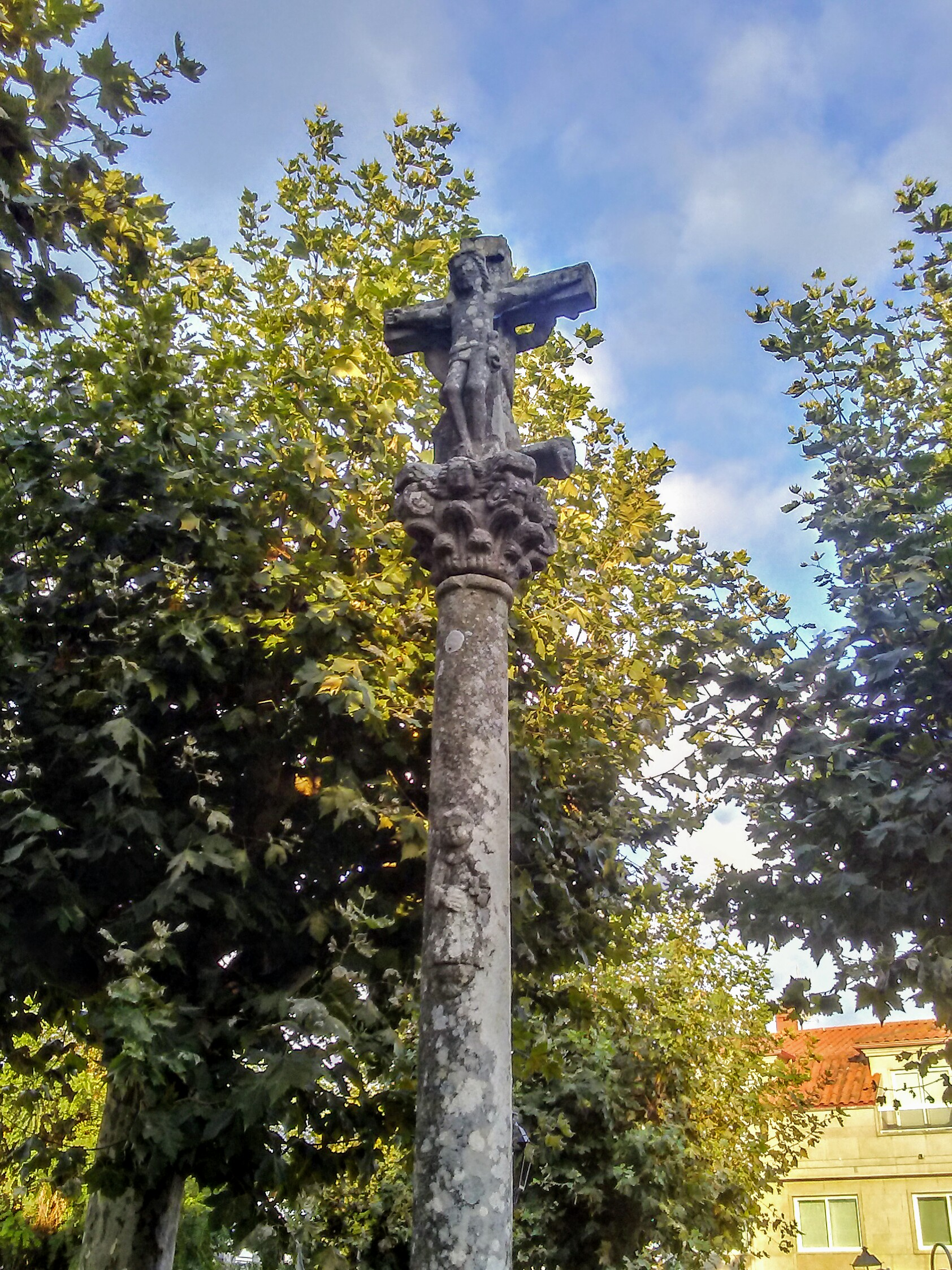
Crucero del Campo de San Roque

La capilla se halla situada en el casco antiguo, en la parte más alta de la atalaya en la que se encuentra Portonovo, frente a la Plaza de Bella Vista, así llamada por la panorámica de la costa que ofrece el lugar. En esta plaza se hallaba el fuerte de Santa Catalina, el cual fue empleado por los lugareños el 11 de abril de 1622 para repeler el ataque de diez navíos de guerra procedentes del norte de África. Junto al templo y la plaza se ubica una pequeña zona ajardinada conocida como Campo de San Roque, presidida en el centro por un sencillo crucero y actualmente convertida en parque infantil.

## Fiestas patronales

### Santa Catalina
Una de las fiestas más destacadas de Portonovo es la celebrada en honor a Santa Catalina cada 25 de noviembre. Considerada en la parroquia como protectora de los trabajadores del mar, la imagen de la santa realiza una procesión marítimo-terrestre por la ría acompañada por varias embarcaciones así como por la imagen de San Roque y otras tallas custodiadas en la cercana Iglesia de Santa María de Adina. La devoción a Santa Catalina ha llevado a su vez a la composición de una copla popular:

Santa Catalina ten o pai no mar,
que chova e que vente teno que ir buscar.
Santa Catalina tiene el padre en el mar,
que llueva y que haga viento lo tiene que ir a buscar.

### San Roque
El 16 de agosto, con motivo de las fiestas patronales en honor a San Roque, las tallas de la Iglesia de Santa María de Adina procesionan hasta Portonovo, donde se produce el tradicional encuentro entre las imágenes Santa María y las de Santa Catalina. Tras producirse un primer avistamiento, los portadores bajan las imágenes desde los hombros hasta la altura de los brazos y, al ritmo de la música proporcionada por las gaitas, las aproximan unas a otras hasta dejarlas a una distancia de nueve metros, tras lo cual las tallas son depositadas en el suelo, volviendo a subir para dar tres pasos y terminar nuevamente en el suelo hasta que las imágenes que encabezan las dos comitivas (San Roque y la Virgen) quedan frente a frente, momento en que se efectúa una reverencia inclinando las andas sobre las que se encuentran las tallas, quedando las imágenes de Adina custodiadas en Portonovo hasta que tiene lugar la festividad de la Virgen de La Lanzada el último fin de semana de agosto y se produce el encuentro entre las tres comitivas y la consiguiente despedida.

## Galería de imágenes

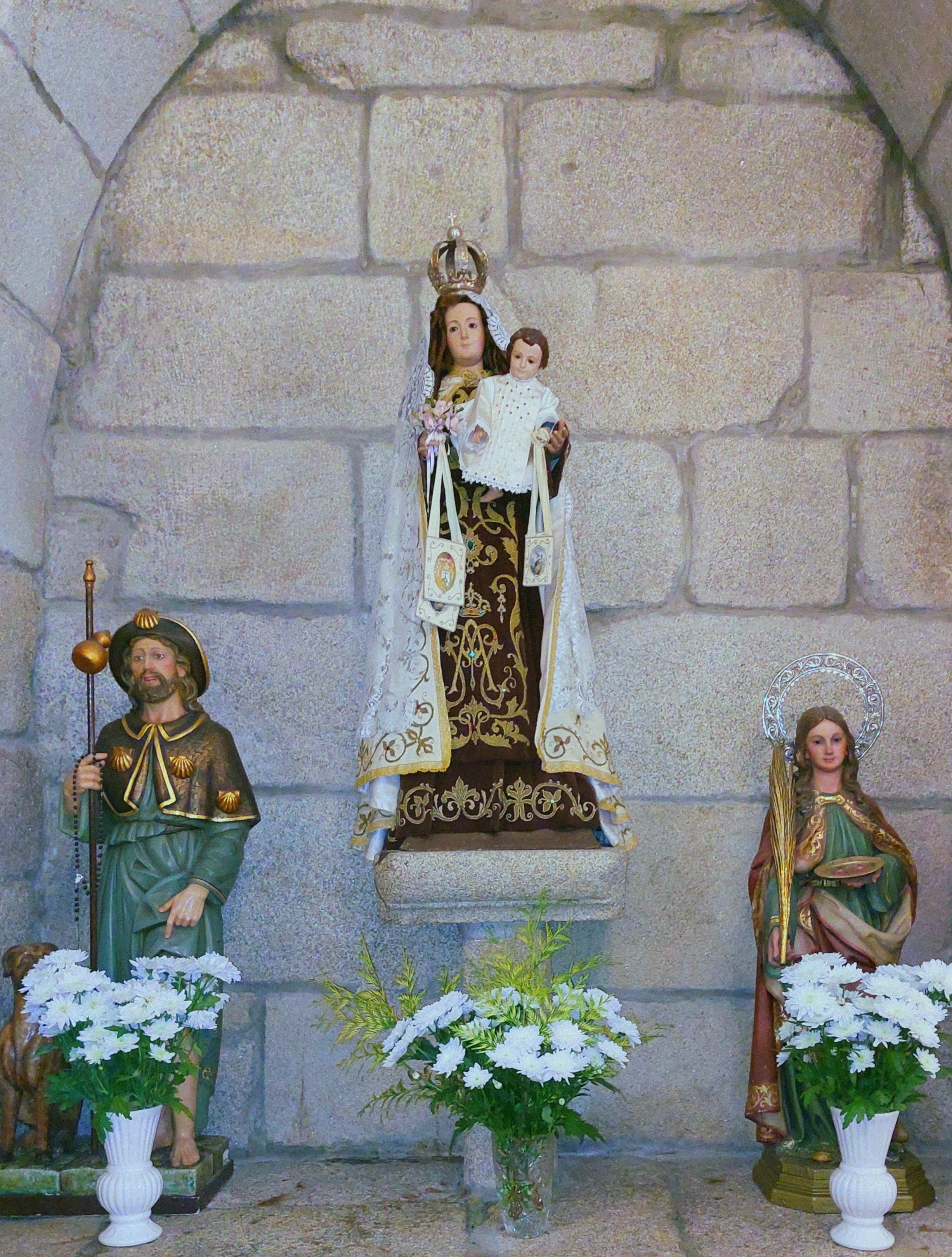
Tallas de San Roque, la Virgen del Carmen y Santa Lucía de Siracusa.
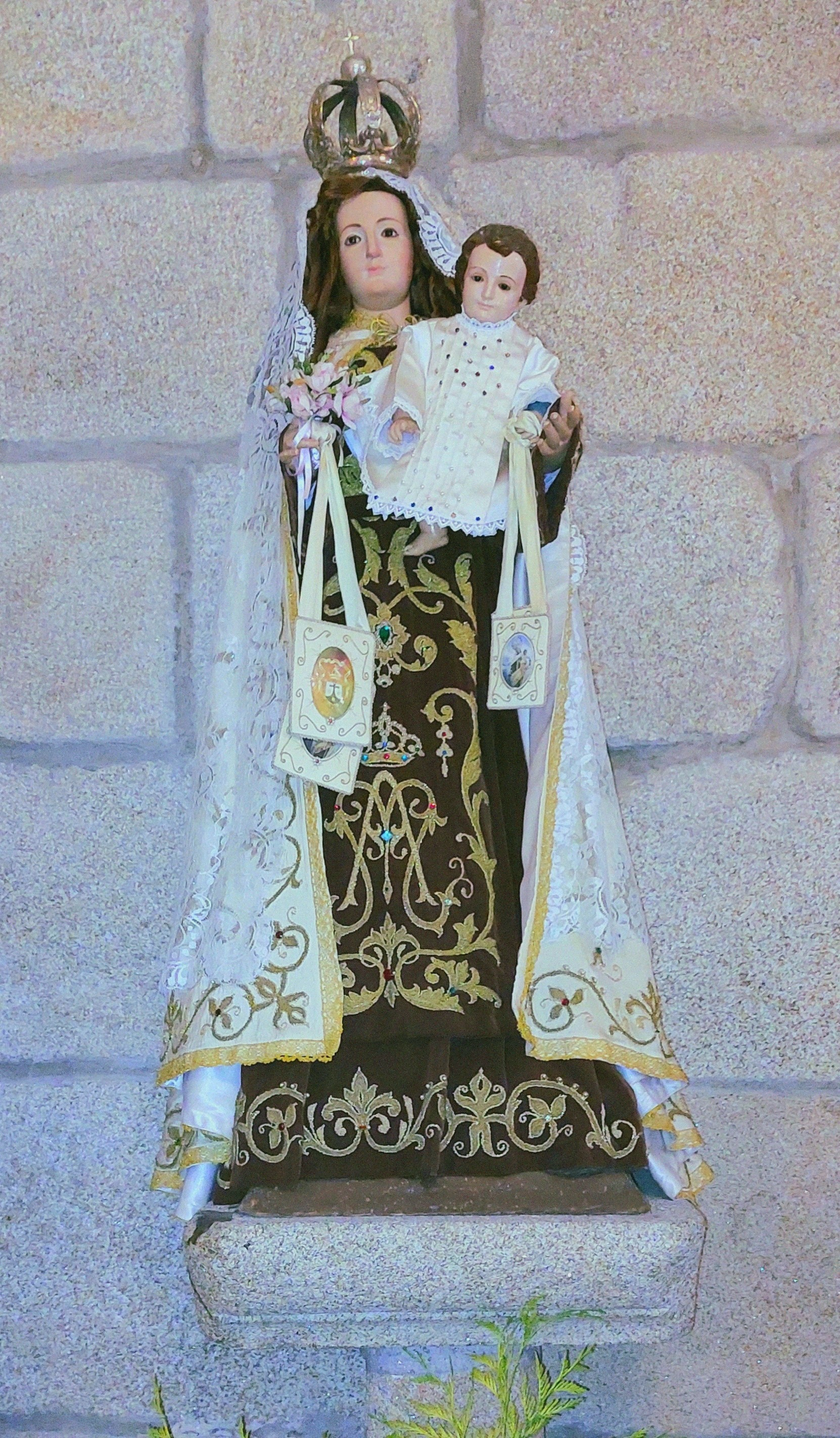
Talla de la Virgen del Carmen.
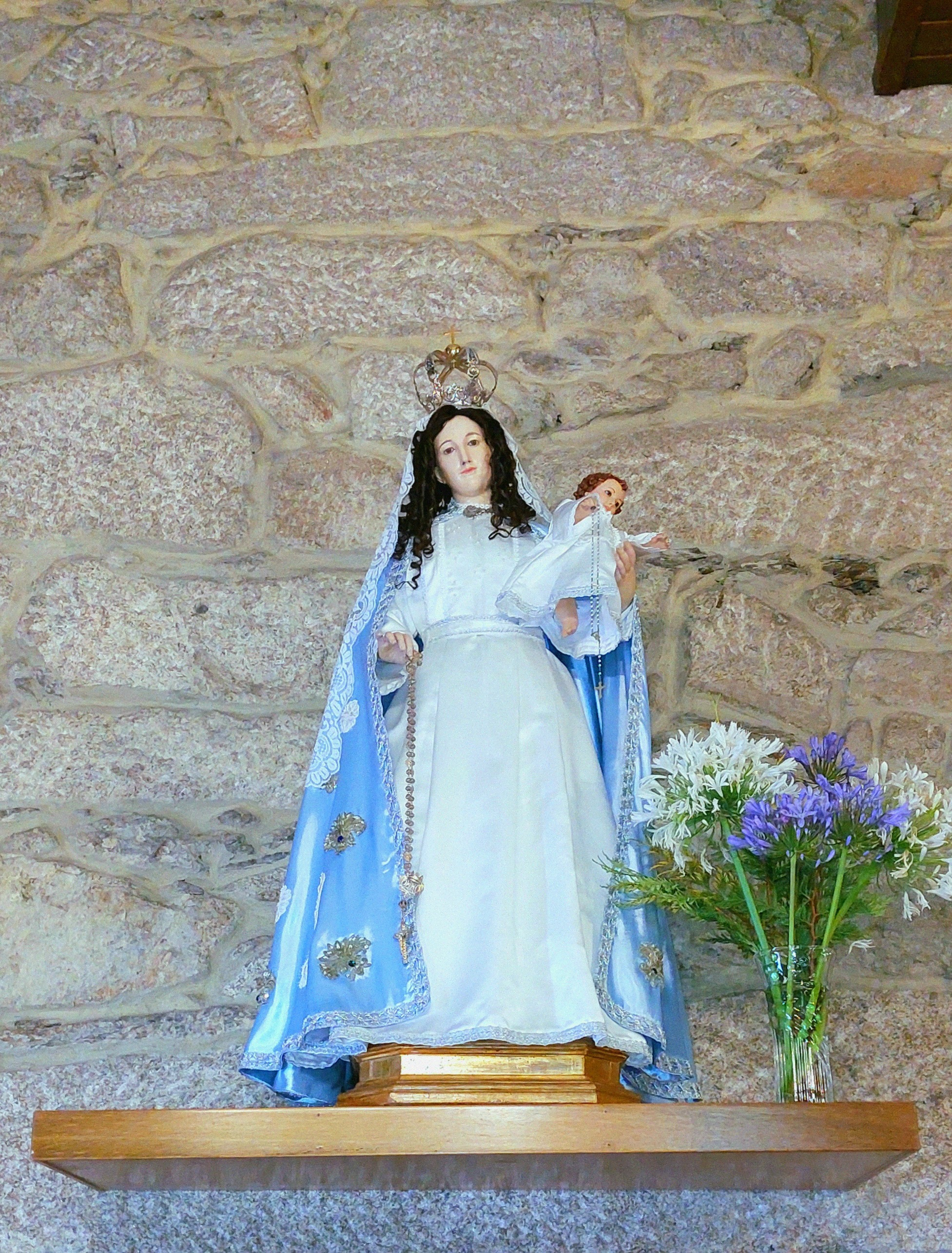
Talla de la Virgen del Rosario.
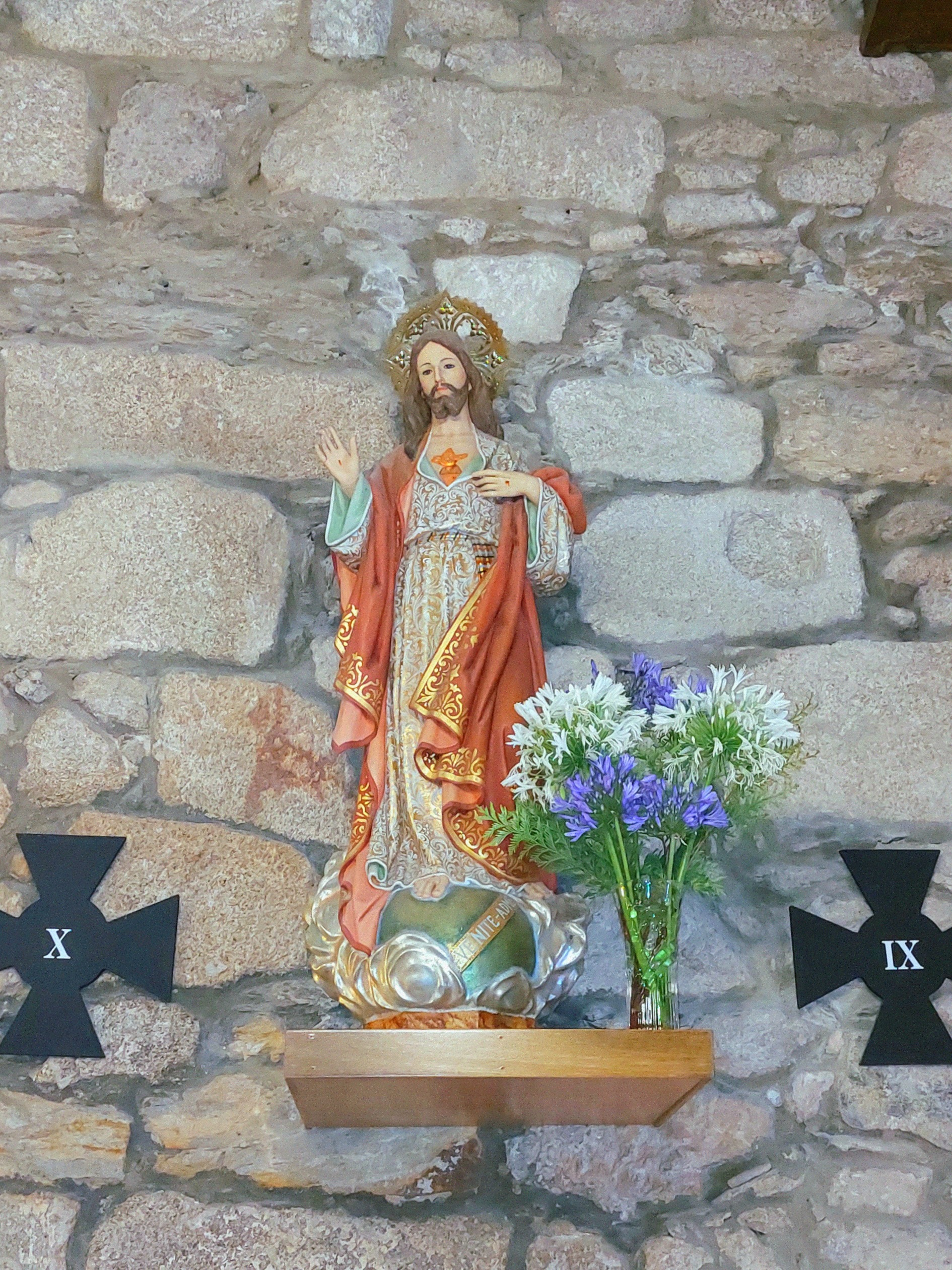
Talla del Sagrado Corazón.
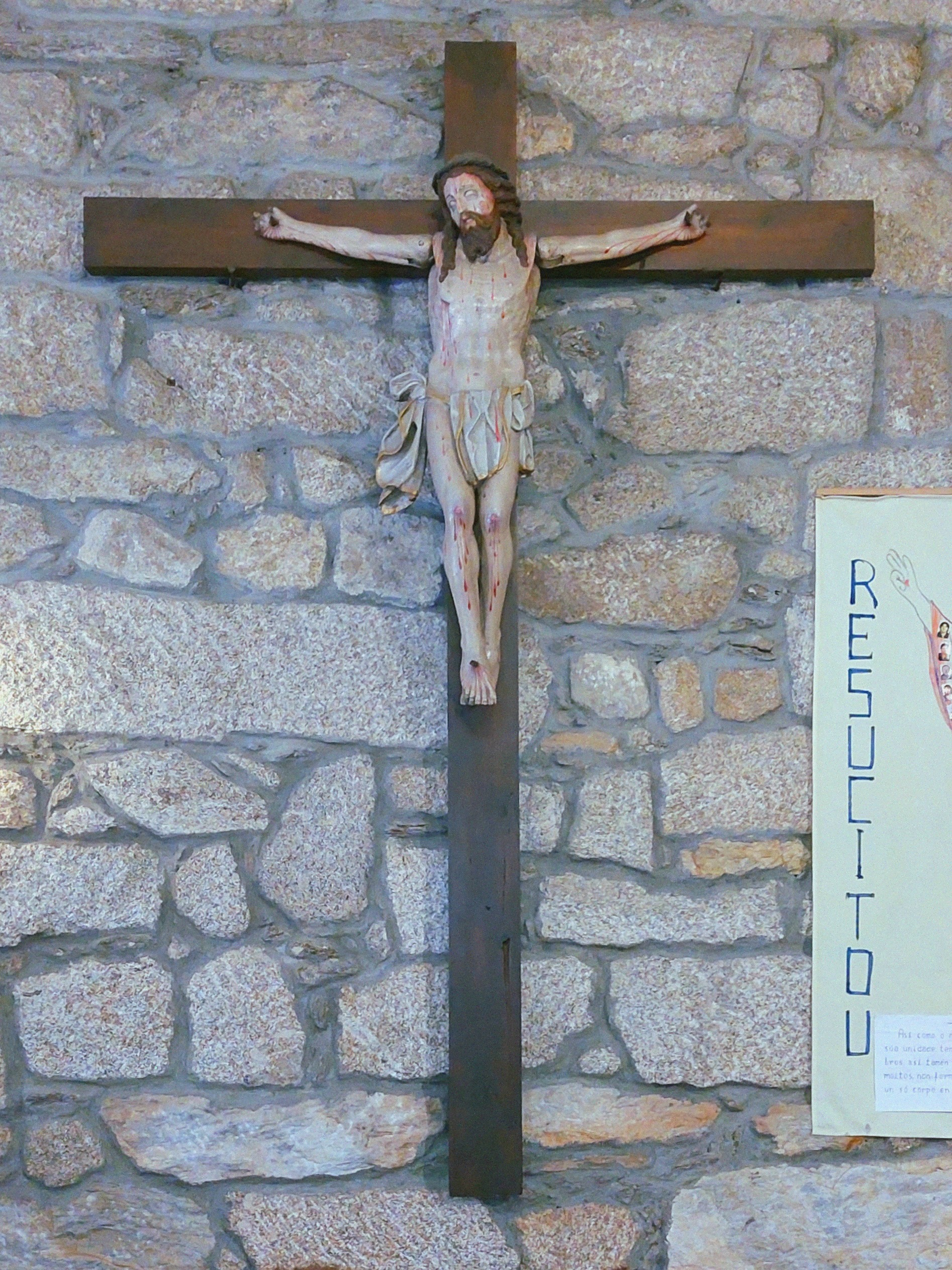
Talla de Cristo crucificado.